# Manfred Stefes
Manfred Stefes (Korschenbroich, 28 marzo 1967) è un allenatore di calcio ed ex calciatore tedesco, di ruolo difensore.